# ماسا دلبي
ماسا دلبي (بالإيطالية: Massa d'Albe)‏ هي بلدية في مقاطعة لاكويلا في إقليم أبروتسو الإيطالي.

## السكان
في سنة 1861 بلغ عدد السكان 1٬725 نسمة، وتطور العدد ليصل في سنة 2011 لـ 1٬509 نسمة.
يظهر هذا المخطط البياني تطور النمو السكاني لـ ماسا دلبي